# Eva Roth (Schriftstellerin)
Eva Roth (* 1974 in Herisau) ist eine Schweizer Schriftstellerin.

## Leben und Karriere
Roth ist 1974 in Herisau geboren und in Schwellbrunn aufgewachsen. Sie schreibt Prosa und Theaterstücke für Kinder und Erwachsene. Von 1997 bis 2014 arbeitete sie als Primarlehrerin im Kanton Thurgau und in Zürich. Von 2014 bis 2023 war sie Lektorin beim Kinderbuchverlag Atlantis. Roth lebt mit ihrer Familie in Zürich.
Ihr szenischer Text Astor ist tot wurde 2014 für den TREIBHAUS-Nachwuchspreis nominiert und wurde als eines der zehn besten Manuskripte des 1. Manuskript-Kurzhörspielwettbewerb am Leipziger Hörspielsommer 2014 als Hörspiel produziert.
Ihr erstes Bilderbuch Unter Bodos Bett erschien im Frühjahr 2015 bei Atlantis mit Illustrationen von Artem Kostyukevich. Der Roman Blanko erschien im Herbst desselben Jahres bei edition 8. Das Kulturmagazin Saiten  bezeichnete Blanko als «einzigartigen Erstling» mit klug kalkulierten Erzählsträngen. Die NZZ  hob den «unprätentiösen, klaren Stil» hervor. 2018/19 war sie Autorin des Dramenprozessors am Theater an der Winkelwiese.
2020 erschien der Jugendroman Lila Perk im Verlag Jungbrunnen. Eva Roth war damit für den Schweizer Kinder- und Jugendbuchpreis 2021 nominiert. 2022 steht sie mit Lila Perk auf der IBBY Honour List. 2021 wurde sie für den Retzhofer Dramapreis in der Sparte Kindertheater nominiert.
2021 fand die Uraufführung von «Falls China kommt» im Sogar Theater Zürich unter der Regie von Jonas Darvas statt. Ebenfalls 2021 wurde im Theater Winkelwiese Zürich das Stück «Streuner» unter der Regie von Mélanie Huber uraufgeführt.
Das Kinderbuch «Ferien im Haus am Fluss» (2022 Jungbrunnen) erhielt eine literarische Auszeichnung der Stadt Zürich.  
Der Jugendroman «Pankoland» erschien 2024 im Atlantis Verlag. 
2024 wurde Eva Roth mit einem Werkjahr der Stadt Zürich ausgezeichnet.

## Werke
- Blanko. edition 8, Zürich 2015, ISBN 978-3-85990-260-2.
- Unter Bodos Bett. Atlantis, Zürich 2015, ISBN 978-3-7152-0692-9.
- Astor ist tot. 2014.
- Lila Perk. Jungbrunnen, Wien 2020, ISBN 978-3-7026-5948-6.
- Streuner. UA 2021 Theater Winkelwiese, Zürich
- Falls China kommt. UA 2021 Sogar Theater, Zürich
- Ferien im Haus am Fluss. Jungbrunnen, Wien 2022, ISBN 978-3-7026-5970-7
- Florisett und Rakitaki. UA 2023 Theater Szene, Bern
- Gefangen in Steinbecks Scheune. SJW 2024, ISBN 978-3-7269-0422-7
- Pankoland. Atlantis 2024, ISBN 978 3 7152 3017 7